# L'inafferrabile signor Jordan
L'inafferrabile signor Jordan (Here Comes Mr. Jordan) è un film del 1941 diretto da Alexander Hall. In Italia è conosciuto anche con il titolo di Mille cadaveri per Mr. Joe.
È la prima trasposizione cinematografica della commedia Heaven Can Wait di Harry Segall. Sono seguite Il paradiso può attendere (1978) e Ritorno dal paradiso (2001).

## Trama
Un angelo per sbaglio preleva l'anima dal corpo di un pugile prima che sia giunta la sua ora. Per rimediare all'errore in paradiso si decide di farlo tornare sulla terra e il protagonista si reincarna prima nel corpo di un miliardario che la moglie vuole assassinare e poi nel corpo di un altro pugile.

## Produzione
Il film fu prodotto dalla Columbia Pictures Corporation. Venne girato a Los Angeles, al Providencia Ranch, Hollywood Hills.

## Distribuzione
Distribuito dalla Columbia Pictures, il film uscì nelle sale cinematografiche USA il 21 agosto 1942 dopo una prima a New York tenuta il 7 agosto.

### Riconoscimenti
- 1942 - Premio Oscar
  - Miglior soggetto a Harry Segall
  - Migliore sceneggiatura non originale a Sidney Buchman e Seton I. Miller
  - Candidatura Miglior film alla Columbia
  - Candidatura Migliore regia a Alexander Hall
  - Candidatura Miglior attore protagonista a Robert Montgomery
  - Candidatura Miglior attore non protagonista a James Gleason
  - Candidatura Migliore fotografia a Joseph Walker
- 1941 - National Board of Review Award
  - Migliori dieci film